# Дуван (племя)
Дува́н, дуваней (баш. дыуан, баш. дыуанай) — племя в составе айлинской группы башкир.

## Родовой состав
• акбай (родовые подразделения: азамат, басыр, биксурэ, бэсем, ишмурат, кулсыкай, кылысбай, мурза, нигматулла, рахматулла, черемис, саим, шаим, сэкитэ, сэлимкул, хисмат, шарип, алимгужа)
• дуван (родовые подразделения: бикжэн, биксура, калмаккул, кахир, кулсыкай, мюйат, сулпы, табын, табынды, умэртэй, фаиз, хисмэт, хайрзаман, шарип, ыласын, яныбай, яуыш)

## Этническая история
По мнению Р. Г. Кузеева, дуваны являются потомками монгольского племени дурбан. Роль дурбанов в формировании ряда тюркских народов не раз отмечалась историками и этнографами. Миграция дурбанов (дуванов) на запад относится к XIII в. и связана с монгольскими походами. Сами дуванцы, однако, растворились в кыпчакской среде, не утратив при этом древнего этнонима.
По версии историка, востоковеда-тюрколога Ахмета-Заки Валиди Тогана этноним дуван происходит от от слова "диван" - значит "правящий круг" и связано с должностным лицом "дуван".  
Название дуваней (в источниках «Дуванейская» волость) является русифицированной формой башкирского дуван. Этническая история носителей родовых имён дуван и дуваней тесно связана с табынской родо-племенной группой.
Во второй половине XIV века часть племени дуван с долины реки Белой через северо-западный Башкортостан направилась в долину реки Ай. Другая часть вместе в табынскими родо-племенными группами направилась в район устья реки Инзер, где стала одним из родов племени табын.
По предположению историка Хамидуллина С.И. в определенный период времени группа дуван-айлинцев ушла в бассейн рр. Агидель и Чермасан и поселилась в местах своего обитания на территории современных Чекмагушевского, Кушнаренковского и Благоварского районов РБ, где впоследствии фиксируется Дуванская (Юхнев, П. И. Рычков, В. А. Урусов) или Дуванейская (Ф. Жилин, И. Кирилов,П. И. Панин) волость.
В составе племени есть родовые подразделения табынды и табын. Башкиры-дуванцы в своих преданиях считают табынцев потомками Майкы-бия, а его брата Юлбугу — своим предком.

## Анализ Y-DNA
Часть протестированных дуван — являются представителями гаплогруппы R1a, субклад R1a-Z2123. Согласно информации историка, специалиста в области генетической генеалогии Волкова В.Г. среди потомков дуванцев выявлена гаплогруппа R1a-M198.

## Этноним
Дж. Киекбаев предлагал трактовать этнонимы дуван и табын как тождественные (давань>табын>дуван). Но по историко-этнографическим материалам, дуван и табын родственные, в то же время самостоятельные образования.
Кроме башкир, этноним дуван зафиксирован в форме:
- дубан в составе киргизского племени черик;
- дувана — племени тама узбеков-кураминцев;
- джуван или джуван таяк аргын — казахов Младшего Жуза.

Также данный этноним можно идентифицировать с названием монгольского племени дурбан. Согласно Рашид ад-Дину, это племя вместе с племенами салджиут, татар и катакин сначала была во враждебных отношениях к Чингизхану.

## Расселение
Ныне на территории расселения дуванцев находятся Мечетлинский, Дуванский, Кигинский, Белокатайский районы Башкортостана.
В шежере башкир племен Бурзян, Кыпсак, Усерган и Тамьян приводятся сведения о расселении дуванцев по рекам Киги, Большой Ик берущими начало из реки Уй..
В «Разделении башкирского народа по волостям и родам», составленный П. И. Рычковым в 1737 году, Дуванейская и Таз-Дуванейская волости были отнесены к Айлинской тюбе. По данным на 1912 года, Дуванская и Дуван-Мечетлинская волости входили в состав Златоустовского уезда Уфимской губернии. До XVIII века дуванцы сохраняли вотчинные права и на земли по реке Белой.
В первой четверти XVIII века земли дуванейцов граничили на западе с Кыр-Еланской волостью, на северо-западе и юге — с канлинскими вотчинами, на севере — уходили в леса «Осинской дороги на реке Бирь», достигая «межи Таныпской волости» и «межи Сибирской дороги».

## Известные представители
- Мандар Карабаев один из предводителей Башкирских восстаний в 1735—1740 годах, башкирский старшина Дуванской волости Сибирской дороги.
- Кисябика Байрясова — насильно крещенная мусульманка, приговорённая к сожжению за возвращение в ислам [13].
- Усман Гумеров — командир 11-го Башкирского полка, известный в связи с его общением с великим немецким мыслителем и поэтом И.В. Гёте[14].